# Le Nègre du rapide numéro 13
Pour plus de détails, voir Fiche technique et Distribution.
Le Nègre du rapide Numéro 13 est une comédie burlesque française réalisée par Joseph Mandement, sortie en 1923.

## Fiche technique
- Titre : Le Nègre du rapide Numéro 13
- Réalisation : Joseph Mandement
- Scénario : Joseph Mandement d'après le roman de Jacques Delsaux
- Photographie : Géo Blanc
- Montage :
- Société de production : Compagnie Française du Film
- Société de distribution :
- Pays d’origine :  France
- Langue : film muet avec les intertitres en français
- Métrage : 1 185 mètres
- Format : Noir et blanc — 35 mm — 1,33:1 — Muet
- Genre : Comédie, Film burlesque
- Durée : 39 minutes 30
- Date de sortie : 
  - France :  septembre 1923

## Distribution
- André Deed : Oscar Ribouis, un homme qui, ivre et tombé dans un tas de charbon, est pris pour un bandit noir dans un wagon-couchette
- Joe Alex : Zambah, un pauvre noir pris à tort pour l'auteur du vol du rapide
- Edouard Mathé : Agamemnon Rokulass, un joueur, tricheur et voleur
- Jean Joffre : le juge d'instruction Moulinet
- Jane Rollette : Augustine Ribouis, la femme d'Oscar
- Claude Bénédict : le colonel Frédégonde de Sainte-Ogyve
- Janie Clément : la colonelle Frédégonde de Sainte-Ogyve
- Robert Tourneur : Arsène Benzoli
- Isabelle Fusier : Agnès Thorel
- Valentina Frascaroli : Niquette Liseron
- Léon Larive : Monsieur Brulot
- René Londès : L'homme d'équipe
- Louisette Malapert : Félicité
- Loulou Maynard : Ludovic
- Mademoiselle Timmy : La petite femme de Montmartre
- Daniel :	Le chef de train
- Dolman : Louis